# أدماس (غنوصية)
أدماس (بالإنجليزية: Adamas)‏ الموجود الخالق الأول في الغنوصية المسيحية، انتشرت الفكرة في فريجيا -Phry-gia بشمال وغرب تركيا. يصورونه كقوة مخنثة (تتضمن الأنوثة والذكورة معا) منتشرة في الكون.

## الغنوصية
الغنوصية أو العرفانية أو المعرفية (بالإنجليزية: Gnosticism)‏ هي مصطلحات حديثة تطلق على مجموعة من أفكار ومعارف من الديانات القديمة التي انبعثت من المجتمعات اليهودية في القرنين الأول والثاني الميلاديين. وبحسب تفسيرهم للتوراة، اعتبر الغنوصيون (أو العرفانيون) أن الكون المادي هو انبثاق للرب الأعلى الذي وضع الشعلة الإلهية في صلب الجسد البشري. ويمكن تحرير أو إطلاق هذه الشعلة عن طريق معرفتها، أي «أغنصتها».
انتشرت الأفكار الغنوصية في محيط البحر المتوسط في القرن الثاني الميلادي متأثرة بأفكار الحركة المسيحية الأولى وبنظريات الأفلاطونية الوسطى. وبدأ انتشار الغنوصية إلى الإضمحلال من دون أن تغيب وتحولت إلى عامل مؤثر غير مباشر للثقافة الغربية التي ظهرت ببزوغ النهضة والباطنية الغربيتين وبرزت شهرتها في الروحانية الحديثة. انتشرت الغنوصية في زمن الامبراطورية الفارسية حتى ظهرت في الصين على شكل الديانة المانوية وفي العراق بشكل الديانة المندائية.